# Lebututo (Ort)
Lebututo (Lebotutu, Lebotuto) ist eine osttimoresische Siedlung im Suco Aituto (Verwaltungsamt Maubisse, Gemeinde Ainaro).

## Geographie
Das Dorf Lebututo liegt im Westen der Aldeia Lebututo, auf einer Meereshöhe von 1409 m an einer kleinen Straße, die es mit dem Dorf Samoro im Südosten und dem Suco Horai-Quic verbindet. Östlich befindet sich das Dorf Hato-Buti (Aldeia Hato-Buti) und im Norden der Fluss Colihuno, ein Nebenfluss des Carauluns.